# Le Gardien (Pinter)
Pour les articles homonymes, voir Le Gardien.
Le Gardien (The Caretaker) est une pièce de théâtre en trois actes du dramaturge et prix Nobel britannique Harold Pinter, écrite en 1959 et publié en 1960 par Eyre Methuen.
C'est la sixième pièce de Pinter et son premier succès en tant que dramaturge. La première représentation a lieu au Arts Theatre à Londres le 27 avril 1960. La production est ensuite transférée au Duchess Theatre au bout d'un mois. Cette première mise en scène obtient un total de 452 représentations pour une recette de 35 000 livres. La même production est reprise sur Broadway en octobre 1961.
La pièce tire son origine d'un épisode de la vie de Pinter, qui occupa un appartement voisin de celui de deux frères, dont l'un hébergea momentanément un clochard. Pinter lui-même avait très peu d'argent à l'époque.
La pièce a été adaptée au cinéma par Clive Donner en 1963, sous le titre The Caretaker.

## Argument
Aston invite Davies chez lui (une pièce unique encombrée d'un bric-à-brac) après l'avoir tiré d'une dispute dans un café. Davies finit par accepter l'offre d'Aston de l'héberger temporairement, n'ayant ni argent, ni domicile, ni papiers. Il se révèle vite être un vieil homme opportuniste, parasitique et peu amène, se plaignant de tout et volontiers raciste. Mick, propriétaire de la maison dans laquelle vit son frère Aston, semble irrité par l'intrusion de Davies et le rudoie. Aston propose à Davies d'être gardien de l'immeuble mais sa patience finit par s'user devant l'égoïsme du vieil homme. Davies tente alors d'obtenir l'appui de Mick contre son frère, mais la manœuvre échoue. À la fin de la pièce Davies en appelle à nouveau à Aston mais il est clair que ce sera en vain.

## Personnages
- Aston, un jeune homme qui a subi un traitement psychiatrique. De nature semble-t-il généreuse, il offre l'hospitalité à Davies.
- Mick, son frère cadet.
- Davies, un clochard. Ce personnage aime parler de lui, et la présence même d'Aston, lui suffit à tenir un discours, plus destiné à lui-même, qu'à Aston. Pour le spectateur (et le lecteur), il est difficile de croire à tout ce qu'il affirme. Davies a un problème d'identité et il se perd entre son "monde" à lui et la réalité.

## Thèmes
Pinter est associé au théâtre de l'absurde, et on trouve dans sa pièce des éléments qui s'y rattachent. Ainsi le comportement des personnages n'est pas toujours clairement motivé : que font Aston et Mick dans cette chambre ? Pourquoi Aston héberge-t-il Davies ? Pourquoi Mick lui est-il hostile d'emblée ? Pourquoi les deux frères offrent-ils un emploi de gardien à Davies ? Est-ce une offre sincère ? Ont-ils d'ailleurs besoin d'un gardien ? Qui est réellement Davies, qui a deux ou trois noms ? Chacun des trois protagonistes semble se réfugier dans des projets dont on comprend vite qu'ils ne verront jamais le jour : récupérer d'hypothétiques papiers laissés à Sidcup depuis quinze ans pour Davies ; construire un abri dans le jardin pour Aston, préalable à la rénovation de la maison ; faire du taudis un appartement de standing pour Mick ; comme Vladimir et Estragon dans En attendant Godot, ils attendent, tentant de s'abuser eux-mêmes par des chimères supposées améliorer leur existence et lui donner sens.
Cependant, la pièce ne rejette pas entièrement les conventions dramatiques : elle contient une intrigue, certes ténue mais qui progresse entre un début et une fin, et les personnages ne sont pas entièrement détachés de la réalité. Il n'est pas impossible d'attribuer une explication rationnelle à leur comportement. Et si les échanges verbaux entre Aston, Davies et Mick manquent souvent de suite, si les pauses et les hésitations abondent, si certains de leurs comportements paraissent étranges, il n'est pas possible pour autant de parler d'irrationalité ou d'illogisme : au fond ce sont des échanges qui rappellent curieusement ce que l'on entend dans la vie réelle.

## Publications et traductions françaises
- La Collection (suivi de) L'amant (et de) Le Gardien, trad. de l'anglais par Éric Kahane, Gallimard, 1967 ; et rééd.
- Le Gardien, trad. de l'anglais par Éric Kahane, Paris, L'Avant-scène, 1970
- Le Gardien, nouvelle traduction de Philippe Djian, Gallimard, 2006

## Production originale britannique

### Arts Theatre, Londres,1960
- Mise en scène : Donald McWhinnie
- Texte : Harold Pinter
- Distribution :
  - Davies : Donald Pleasence
  - Mick : Alan Bates
  - Aston : Peter Woodthorpe

Lors de cette première mise en scène, Pinter joue lui-même le rôle de Mick certains soirs, en remplacement de Bates.
La même production est reprise sur Broadway à partir du 4 octobre 1961 pour 165 représentations. En Amérique, Peter Woodthorpe est remplacé par Robert Shaw.

## Productions françaises

### Théâtre de Lutèce,1961
- - Création en janvier 1961 au Théâtre de Lutèce.
  - Adaptation : Jacques Brunius
  - Mise en scène : Roger Blin
  - Décor : Fandos
  - Distribution :
    - Davies : Roger Blin
    - Aston : Jean Martin
    - Mick : José Varela

### Théâtre Moderne,1969
- - Création le 17 septembre 1969 au Théâtre Moderne.
  - Adaptation : Éric Kahane
  - Mise en scène : Jean-Laurent Cochet
  - Décor : Jacques Marillier
  - Distribution :
    - Davies : Jacques Dufilho
    - Aston : Sacha Pitoëff
    - Mick : Claude Giraud

### ThéâtreDaniel Sorano,1981
- - Création le 7 janvier 1981 au Théâtre Daniel Sorano[2].
  - Mise en scène : Pierre Mégemont
  - Distribution :
    - Davies : Pierre Mégemont
    - Aston : Daniel Brémont
    - Mick : Alain Hitier

### Théâtre de l'Œuvre,1989
- - Adaptation : Éric Kahane
  - Mise en scène : Georges Wilson
  - Distribution :
    - Davies : Jacques Dufilho
    - Aston : Jean-Pierre Kalfon

### Théâtre de l'Œuvre,2006
- - Du 3 octobre au 31 décembre 2006 au Théâtre de l'Œuvre. Le spectacle est ensuite repris au Théâtre de Paris, puis en tournée.
  - Adaptation : Philippe Djian
  - Mise en scène : Didier Long
  - Scénographie et costumes : Jean-Michel Adam
  - Distribution :
    - Davies : Robert Hirsch
    - Aston : Samuel Labarthe
    - Mick : Cyrille Thouvenin (Axel Kiener en tournée)

## Adaptation cinématographique
- 1963 : The Caretaker, film britannique réalisé par Clive Donner.  Le film, d'abord présenté dans des festivals en 1963, est sorti en salles l'année suivante.
- Noir et blanc, durée 105 minutes.
- Producteur : Michael Birkett
- Distribution
  - Donald Pleasence : Davies
  - Alan Bates : Mick
  - Robert Shaw : Aston

La distribution du film reprend celle de la production originale jouée sur Broadway.
Récompense
- 1963 : Clive Donner obtient l'Ours d'argent extraordinaire à la Berlinale